# Валдајски Иверски манастир
Валдајски Иверски манастир (рус. Валдайский Иверский монастырь) мушки је манастир под јурисдикцијом Руске православне цркве на северозападу европског дела Руске Федерације. Налази се на маленом острву на Валдајском језеру, на подручју Валдајског рејона Новгородске области, на око 10 километара источније од града Валдаја.
Манастир је основан 1653. на иницијативу патријарха московског Никона, а име је добио по манастиру Ивирон на Светој Гори. Током XVII века Иверски манастир је био један од најважнијих верских и културних центара тадашње Руске Империје.
Манастир се налази на списку културног наслеђа Руске Федерације.

## Историјат
Валдајски Иверски манастир основан је на иницијативу патријарха московског Никона (1605–1681) који је желео да на територији под јурисдикцијом Руске православне цркве подигне манастирски комплекс истоветан манастиру Ивирон на Светој Гори. Тадашњи цар Алексеј I обезбедио је средства за градњу манастира и већ у јесен 1653. године саграђене су прве две дрвене цркве и формирано манастирско братство. Манастирска саборна црква била је посвећена Иверској икони Мајке Божије. док је мања црква посвећена Филипу Московском. Први управник манастира био је архимандрит Дионисије. Исте године кренуло се са градњом објеката од чврстих материјала, камена и цигле.
Године 1654. одлуком црквених власти манастиру је припојена сва земља око Валдајског језера, укључујући и села Валдај, Боровичи и Вишњи Волочок чиме је Иверски манастир постао један од највећих земљопоседника у том делу земље. Већ наредне године у манастир се уелило комплетно братство белоруског Кутејнског манастира, око 70 монаха, а њиховим доласком у манастиру почиње да се развија преписивачка и штампарска делатност. захваљујући томе Иверски манастир је током целог XVII века важио за један од најзначајнијих културних центара тадашње Русије. У исто време почела је у оквиру манастира да се развија производња керамичких плочица, први такав вид занатства на територији Русије.
Након што је патријарх Никон свргнут са трона РПЦ 1666. године и сви манастири које је он основао су аутоматски затворени. Међутим Иверски манастир је обновио своје деловање већ 1668. године. С почетком XVIII века долази до постепеног опадања значаја самог манастира, а у периоду између 1712. и 1730. готово сви манастирски поседи прешли су у власништво Петербуршке Александро-Невске лавре. Чак је и главно манастирско звоно пренесено у северну престоницу.
Непосредно након Октобарске револуције сви верски објекти у земљи губе свој значај и земљу, самим тим и Иверски манастир је 1919. претворен у пољопривредну комуну. Комунистичке власти су коначно распустиле манастир 1927. године, а главна манастирска реликвија, копија Иверске иконе Мајке Божије заувек је изгубљена. Током наредних 6 деценија некадашње манастирско имање служило је у разноразне сврхе, и као историјски архив, радионица, старачки дом и санаторијум за децу оболелу од туберколе. Године 1970. манастир је претворен у радничко одмаралиште.
Манастирски посед је денационализован 1991. и враћен Руској православној цркви, односно Новгородској епархији, а крајем 2007. завршена је целокупна рестаурација комплекса. Из Петропавловске капеле у Валдају у манастир је пренесена копија Иверске иконе из 1854. године.
Током априла 2008. кренуло се са радовима на позлаћивању 5 купола Иверске саборне цркве, а у јануару 2011. започели су радови на рестаурацији фресака.

## Манастирски комплекс
- Саборни храм Успења пресвете Богородице (грађен од 1653. до 1656);
- Конак Богојављенске цркве (1657–58) са пекаром и квасопогоном (1668–69)
- Надвратна црква Архангела Михаила (1680-е, обновљена крајем XVIII века)
- Надвратна црква светог Филипа Московског (1874)
- Болничка црква светог Јакова Боровичког са санаторијумом и конаком (1702, обновљена током XIX века)
- Звоник (1679–89)
- Келије за монахе
- Камени зид са кулама из XVIII века;
- Михајловски торањ (1680-е)
- Капелица из 1870. године.

- Надвратна црква Архангела Михаила
- Саборни храм
- Успењска црква и конак
- Манастир зими